# Новополтавська сільська рада (Костянтинівський район)
Новополтавська сільська рада — колишній орган місцевого самоврядування у Костянтинівському районі Донецької області з адміністративним центром у с. Нова Полтавка.

## Населені пункти
Сільській раді підпорядковані населені пункти:
- с. Нова Полтавка

## Склад ради
Рада складається з 12 депутатів та голови.